# Jean Baptiste van Helmont
Jean Baptiste van Helmont (Bruxelles, 12 gennaio 1579 – Vilvoorde, 30 dicembre 1644) è stato un chimico, fisiologo e medico fiammingo, ricordato soprattutto per le sue idee sulla generazione spontanea, il suo esperimento di cinque anni su un albero, e per l'introduzione del termine gas nel vocabolario scientifico.
Il nome è riportato in molte varianti, come Jean-Baptiste van Helmont, Johannes Baptista van Helmont, Johann Baptista von Helmont, e Jan Baptist van Helmont; altre varianti minori si ottengono scambiando 'von' e 'van'.

## Vita
Van Helmont nacque a Bruxelles il 12 gennaio 1579. Era il più giovane dei cinque figli di Maria (van) Stassaert e Christiaen van Helmont, pubblico ministero e membro del consiglio comunale di Bruxelles, che si erano sposati nella Cattedrale San Michele e Santa Gudula nel 1567. Fu educato nella Università Cattolica di Lovanio, e dopo essere passato con irrequietezza da una scienza all'altra senza trovare soddisfazione, alla fine si dedicò alla medicina.
Il suo paese era in continua lotta con l'occupazione da parte degli Spagnoli, e in particolare Van Helmont cercò di contrastare la penetrazione dell'influsso gesuita, il quale era ritenuto da lui un pensiero pseudo-dottrinario scientifico, il quale vedeva come unica e  vera fonte di conoscenza del mondo fisico l'unione spirituale della natura con l'uomo. Solo dopo aver completato questa unione l'uomo potrà arrivare alla conoscenza assoluta.   Essendo in forte disaccordo con questa dottrina decise di interrompere gli studi e per alcuni anni viaggiò visitando Svizzera, Italia, Francia e Inghilterra.
Tornato in patria, van Helmont ottenne una laurea di primo livello in medicina nel 1599. Fece il medico ad Anversa durante la peste del 1605. Nel 1609 divenne infine dottore in medicina. Nello stesso anno sposò Margaret van Ranst, che era di famiglia nobile e ricca. Jean e Margaret vissero a Vilvoorde, vicino a Bruxelles, ed ebbero sei o sette figli. Il patrimonio della moglie gli permise di ritirarsi presto dalla professione di medico e di occuparsi di esperimenti di chimica, sino alla sua morte avvenuta il 30 dicembre 1644.

## Opere
Van Helmont fu un uomo pieno di contraddizioni. Da una parte era un mistico e un alchimista, in quanto discepolo di Paracelso, anche se gli attribuì degli errori che ripudiò con disprezzo, come pure alla maggior parte di altre autorità a lui contemporanee. D'altra parte fu colpito dalla novità del metodo scientifico basato sull'osservazione sperimentale, introdotto da scienziati come William Harvey, Galileo Galilei e Francis Bacon.
Van Helmont è considerato il fondatore della chimica pneumatica, perché fu il primo a capire che l'aria atmosferica è un insieme di gas distinti.
Rivendicò l'invenzione della stessa parola gas, e si rese conto che il gas silvestre (diossido di carbonio) che otteneva bruciando carbone era lo stesso prodotto dalla fermentazione del mosto, che a volte rende irrespirabile l'aria nelle cantine sotterranee. Il gas, per Van Helmont, è l'antitesi della materia vuota: è quella materia volatile che contiene, o rappresenta, la vera essenza di un oggetto. La vera (essenziale) natura dei corpi solidi è mimetizzata dal loro vestimento, dalle loro "maschere". Quando queste vengono rimosse dal fuoco del chimico o dalla fermentazione naturale, il gas sprigionato è altamente specifico, il vettore materiale o acquoso della specificità di un oggetto. Inoltre Van Helmont afferma che tutti i corpi solidi possono essere convertiti in gas, quindi esso non è nel corpo: è invece il corpo in una differente condizione.
Per Van Helmont aria e acqua erano i due soli elementi classici. Egli negò esplicitamente che il fuoco fosse un elemento, e secondo lui neanche la terra lo era, perché la si può ridurre ad acqua. 
Van Helmont sosteneva che l'acqua è la componente del paradiso: essa appare il primo giorno della creazione e viene prima della luce.
Della stessa categoria dei gas sono gli odori, i fermenti e la putrefazione. I corpi allo stato solido non riflettono la realtà e la verità, solo quando sono allo stato volatile rivelano la loro vera essenza: gli odori, la putrefazione etc. sono gli agenti che provocano la trasmutazione attraverso l'elevazione della materia in gas.
Ecco il passaggio: in primo luogo la materia si sfalda, questa materia insieme all'odore costituisce il fermento e poi si trasforma in gas. Quindi il fermento diventa il principio vitale dell'oggetto e con esso l'odore. Una medicina privata del suo odore perde il suo potere benefico, quindi l'odore, il fermento e il gas concorrono in ciò che è essenziale in ogni essere vivente.
Van Helmont fu un attento osservatore della natura e uno sperimentatore rigoroso; capì che la materia non può essere né creata né distrutta. Fece un famoso esperimento per appurare da dove le piante ricavassero la loro massa. Fece crescere un albero di salice misurando la quantità di terreno, il peso dell'albero e la quantità di acqua aggiunta. Dopo cinque anni la pianta era cresciuta di 74 chili. Dato che la quantità di terreno era praticamente invariata rispetto all'inizio, e che l'albero aveva ricevuto solo acqua, ne dedusse che l'aumento di peso di legno, rami e radici dell'albero doveva provenire solo dall'acqua.
Van Helmont scrisse estese opere sulla digestione. In Oriatrike or Physics Refined (1662, traduzione inglese di Ortus medicinae ...) riprese idee precedenti che consideravano che la digestione fosse dovuta al calore interno del corpo. Van Helmont argomentò che questo non spiegava come potessero vivere gli animali a sangue freddo, ed espresse l'opinione che la digestione fosse promossa da un reagente chimico o fermento presente nello stomaco. Questa idea di van Helmont è considerata molto vicina al nostro concetto moderno di enzima. Van Helmont propose e descrisse sei stadi della digestione.
Ma dopo essere arrivato a questo punto applicando i principi chimici ai problemi fisiologici, van Helmont introdusse un complicato sistema di agenti soprannaturali simili agli archei di Paracelso, che controllano e dirigono il funzionamento del corpo: un archeo centrale controlla una serie di archei ausiliari che si muovono attraverso i fermenti. Pensò che le malattie fossero causate da una qualche emozione (exorbitatio) dell'archeo, e i rimedi consistessero nel riportarlo ad uno stato normale. Allo stesso tempo, i principi della chimica lo guidarono nella scelta dei medicinali. Ad esempio, l'eccessiva acidità dei succhi gastrici fu corretta da sostanze alcaline e viceversa. Fu quindi un precursore della iatrochimica ed contribuì all'arte della medicina applicando i metodi della chimica alla preparazione di medicinali. Al di sopra dell'archeo pensava ci fosse l'anima sensibile che è involucro e ossatura della mente immortale. Prima della Caduta l'archeo sottostava alla mente immortale che lo controllava, ma dopo la Caduta l'uomo ricevette anche l'anima sensibile e perse così l'immortalità, per cui alla morte la mente immortale non può più restare assieme al corpo. Oltre all'archeo, che descrisse come aura vitalis seminum, vitae directrix, van Helmont considerava altri agenti simili e non sempre chiaramente distinti dall'archeo. Uno di questi era il blas, definito come vis motus tam alterivi quam localis. Introdusse diversi tipi di blas, ad esempio il blas humanum e il blas meteoron; sosteneva che i cieli fossero fatti di gas materia et blas efficiente.
Benché fosse un fedele cattolico, fu considerato con sospetto dalla Chiesa per via del suo trattatello De magnetica vulnerum curatione (1621), che sembrava sminuire l'importanza di alcuni miracoli;  nel 1625 l'Inquisizione spagnola condannò 27 sue affermazioni e fu costretto a tre anni di arresto domiciliare. I suoi lavori furono raccolti a cura del figlio Franciscus Mercurius van Helmont e pubblicati da Lodewijk Elzevir in Amsterdam sotto il titolo Ortus medicinae, vel opera et opuscula omnia nel 1668. Negli scritti del figlio Franciscus la teosofia mistica e l'alchimia si mescolano in modo anche più confuso.

## Pensiero
A differenza di Aristotele e Galeno, per Van Helmont la riforma della medicina doveva riconoscere l'assoluta distinzione tra ragione e verità. I prodotti della ragione umana, come ambizione e vanità, sono in contrasto con l'intelletto umano, che la ragione cerca di sovvertire. Allontanandosi dalla ragione, ingannevole entità aristotelica, Van Helmont era alla ricerca della conoscenza delle cose stesse. La unicità delle cose individuali, la loro essenza che porta l'impronta divina, chiamata immagine o idea, devono essere l'essenza della scienza, della conoscenza perfetta. La verità quindi è opposta alla ragione. Per Aristotele la perfezione è intrinseca e specifica di un oggetto, mentre in Van Helmont l'oggetto non è composto di forma aggiunta alla materia ma la forma stessa è la forza intrinseca, inseparabile, della materia. Per Van Helmont il sillogismo nega e sottrae più che aggiungere; non porta a nulla di nuovo, dimostrando tutto, persino l'impossibile se basato su premesse errate, come appurato da Sant'Agostino.
Dove la dimostrazione logica può essere d'aiuto è quando rende più chiare le materie già conosciute, e nell'aiutare la memoria di uno studente nel ricordare ciò che egli già conosceva, dunque il sillogismo serve solo per la dimostrazione di opinioni già espresse.
Nella Physis Aristotele afferma che tutti i corpi naturali hanno in loro stessi l'inizio del movimento e della pausa in riferimento alla posizione, alla diminuzione e all'aumento: una sedia per esempio non ha alcuna tendenza innata all'alterazione; essa non ha nulla di naturale poiché non contiene alcuna cosa che sia naturale di per sé, ma solamente se viene mossa. Tutto ciò che è naturale si muove da solo. Van Helmont obietta che qui la priorità viene data al movimento piuttosto che all'esistenza. Dal suo punto di vista i corpi devono esistere prima della questione del movimento e della pausa. Il movimento è indotto dall'esterno, così come la crescita del seme attraverso il calore del sole. Nessuno di questi effetti potrebbe essere chiamato naturale secondo la definizione di Aristotele. Infine, il calore è un fattore che entra in un oggetto dall'esterno ma non ha nulla a che vedere con esso. 
La filosofia della natura di Aristotele era dominata dai contrari e dal loro ruolo come la primaria causa di tutti i cambiamenti, di movimenti, del progresso. Questa idea per Van Helmont va rigettata in quanto materialistica: ciò che muove la natura sono le forze spirituali, e l'antico materialismo ha avuto le sue peggiori ripercussioni nella medicina dove tutto era giudicato in termini di contrari. La malattia era considerata contraria alla salute, così come il caldo dal freddo, il fuoco dall'acqua. La medicina non era governata dalla natura bensì dalla matematica. Anche i farmaci erano somministrati secondo una quantità logico-aritmetica. 
Van Helmont afferma anche che gli elementi devono essere uniti da una combinazione intesa come un equilibrio armonioso e proporzionato. Se la terapia richiede i contrari, si chiede Van Helmont, cosa dire dei farmaci naturali, il pilastro di tutte le terapie? Dov'è il freddo in un corpo con la febbre? Il cibo può curare la gastrite acida, non come contrario o simile all'acido gastrico, ma perché è la medicina più appropriata.
Contro Galeno: secondo Van Helmont, il principio della vita e della morte è da ricercare in Dio, e non nell'interpretazione degli astri; è il divino a mandare vittoria, guerra e pestilenze. Le stelle hanno la sola funzione di accompagnare gli eventi, non hanno potere di causare nulla e non influenzano nessuno. Ogni forza o debolezza derivano dal seme creato e ordinato da Dio. Nessuna credenza può essere riportata agli elementi astrali, come per esempio il fatto che Saturno, essendo freddo e secco come la bile nera causi invidia e furto; oppure che Venere sia buona, e che Marte sia secco.